# پل بیزلی
پل بیزلی (انگلیسی: Paul Beesley; ۲۱ ژوئیهٔ ۱۹۶۵ – ) بازیکن فوتبال اهل بریتانیا بود.
از باشگاه‌هایی که در آن بازی کرده‌است می‌توان به باشگاه فوتبال وست برومویچ آلبیون، باشگاه فوتبال لیدز یونایتد، باشگاه فوتبال شفیلد یونایتد، باشگاه فوتبال بلکپول، باشگاه فوتبال استالی‌بریج سلتیک، باشگاه فوتبال ویگان اتلتیک، باشگاه فوتبال منچستر سیتی، باشگاه فوتبال پورت ویل، و باشگاه فوتبال لیتون اورینت اشاره کرد.
وی همچنین در تیم ملی فوتبال England C بازی کرده‌است.